# Don Howe
Donald „Don” Howe (Wolverhampton, 1935. december 12. – 2015. december 23.) angol labdarúgóhátvéd, edző.
Az angol válogatott tagjaként részt vett az 1958-as és az 1962-es labdarúgó-világbajnokságon.